# Thamnoseris
Thamnoseris es un género monotípico de plantas herbáceas perteneciente a la familia de las asteráceas. Su única especie: Thamnoseris lacerata (Phil.) Phil., es originaria de las  Islas Desventuradas (Chile).
- Advertencia: Estudios moleculares recientes[2][3] han conducido a incluir el género Thamnoseris en un nuevo concepto ampliado del género Sonchus y, consecuentemente, considerarlo, con su única especie, como un mero subgénero de Sonchus y nombrarla como Sonchus laceratus (Phil) S.C.Kim & Mejías, 2012.[4]

## Descripción
Son plantas arbustivas perennifolias de 1-5 m de altura con troncos de hasta 30 cm de diámetro.

## Distribución y hábitat
Es endémica de la Islas de San Ambrosio y de la San Félix, ubicadas a unos 900 km al oeste de la costa chilena frente al puerto de Chañaral, Región de Atacama. La especie se creyó extinta durante hace mucho tiempo de la Isla de San Ambrosio hasta que fue redescubierta en el año 2018 en los acantilados de la isla.

## Taxonomía
El género fue descrito por Rodolfo Amando Philippi como Rea lacerata en Phil., Bot. Zeitung (Berlín), vol. 28,p. 409 en 1870 y transferido al género Thamnoseris por Federico Philippi y publicado en Anales de la Universidad de Chile, vol. 47, p. 189, en el año 1875.
Etimología
- Thamno: Del latín Thamnus, -i, arbusto.[8]
- seris: Del griego σέρις y luego el latín sěris, la achicoria.[8]

O sea, la 'achicoria arbustiva'.
Sinónimos
- Rea lacerata Phil., 1879
- Dendroseris lacerata (Phil) Hemsl., 1885[4]
- Thamnoseris lobata I.M.Johnst., 1935
- Thamnoseris lacerata f. lacerata[9]